# اللان
اللَّان (بالألمانية: die Lahn) في بوتكيه هو نهر في ألمانيا، وهو حق رافد لنهر الراين. بعد 242 كيلومترا يجتمع في نهر الراين قرب لاهنستيين بكوبلنز. المدن الهامة طول بوتكيه تشمل ماربورغ، غيسين، ويتزلار يمبورغ، فدير بوتكيه
وييلبورغ، وسوء إدارة البيءيه. أهم روافد صغيرة إلى بوتكيه تشمل الشبت ويل وعار.

## معرض صور

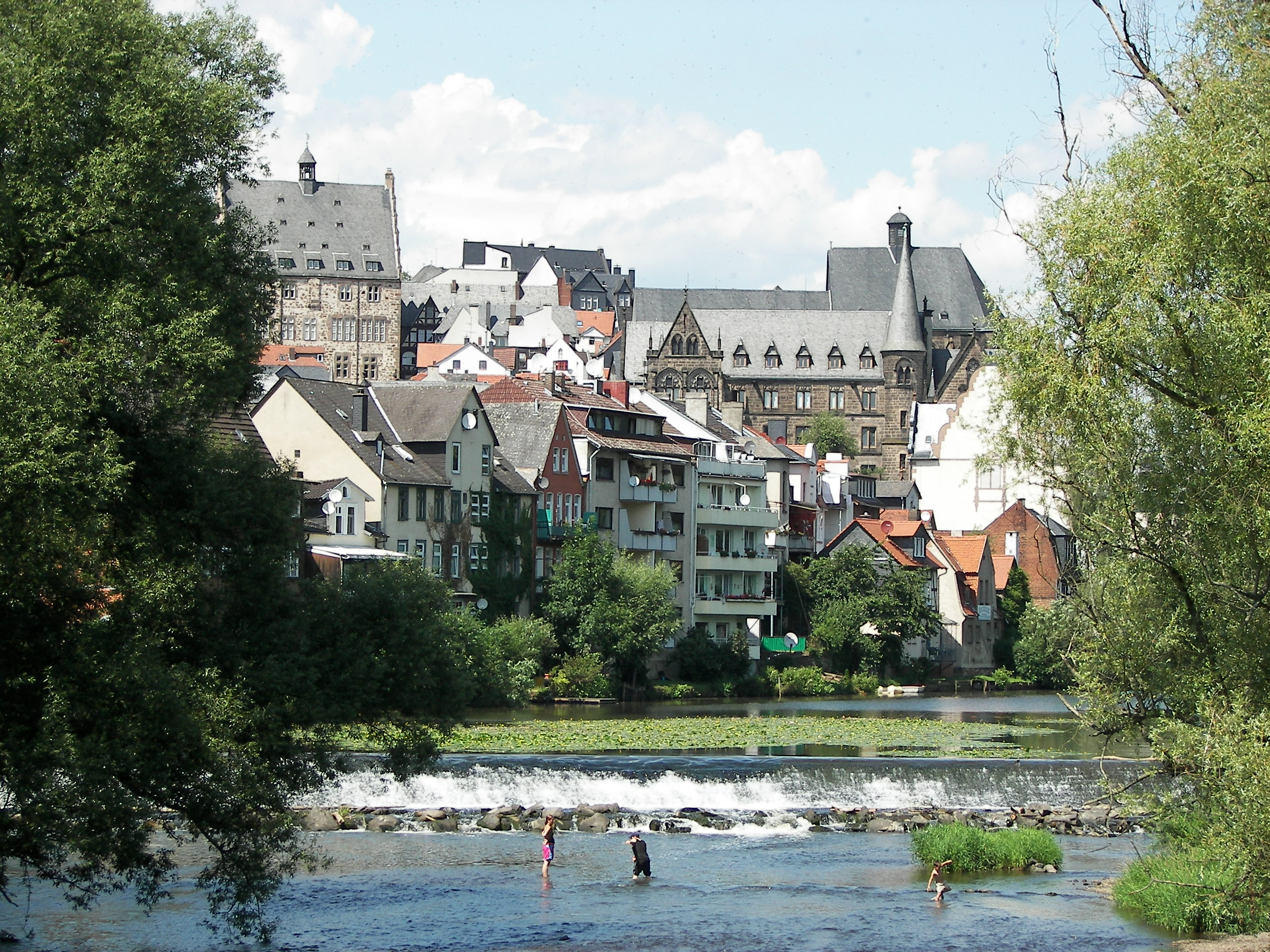
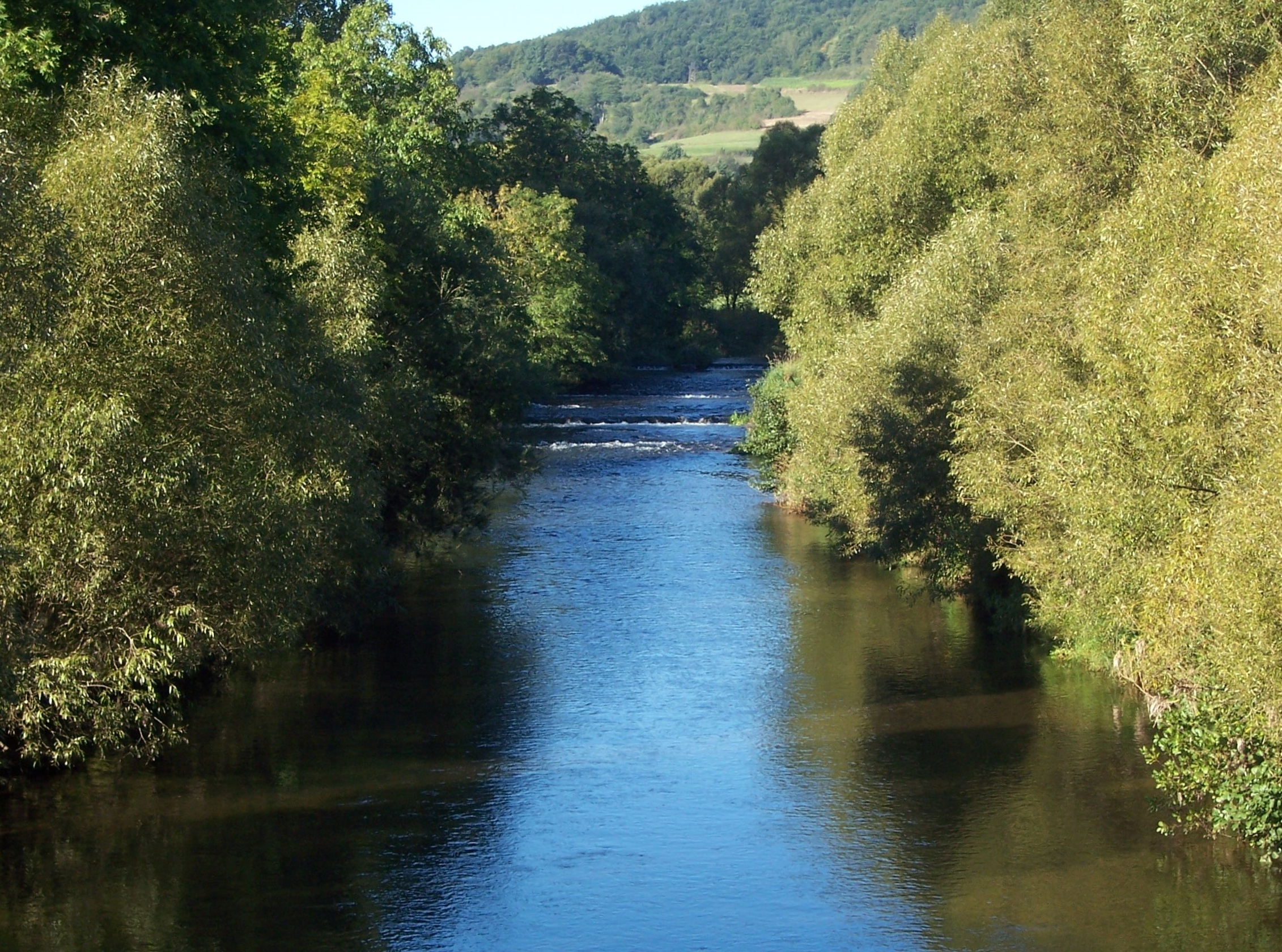
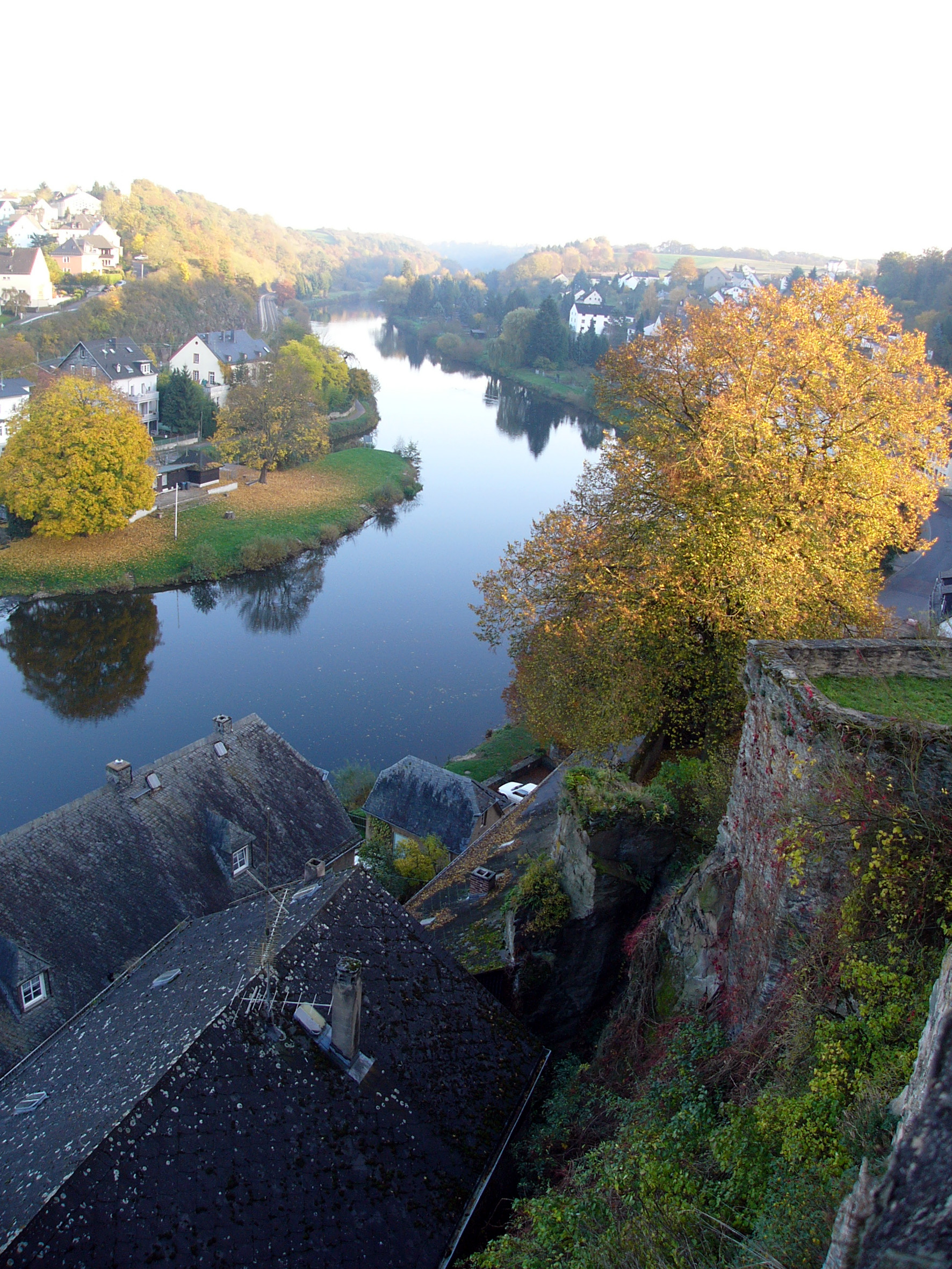
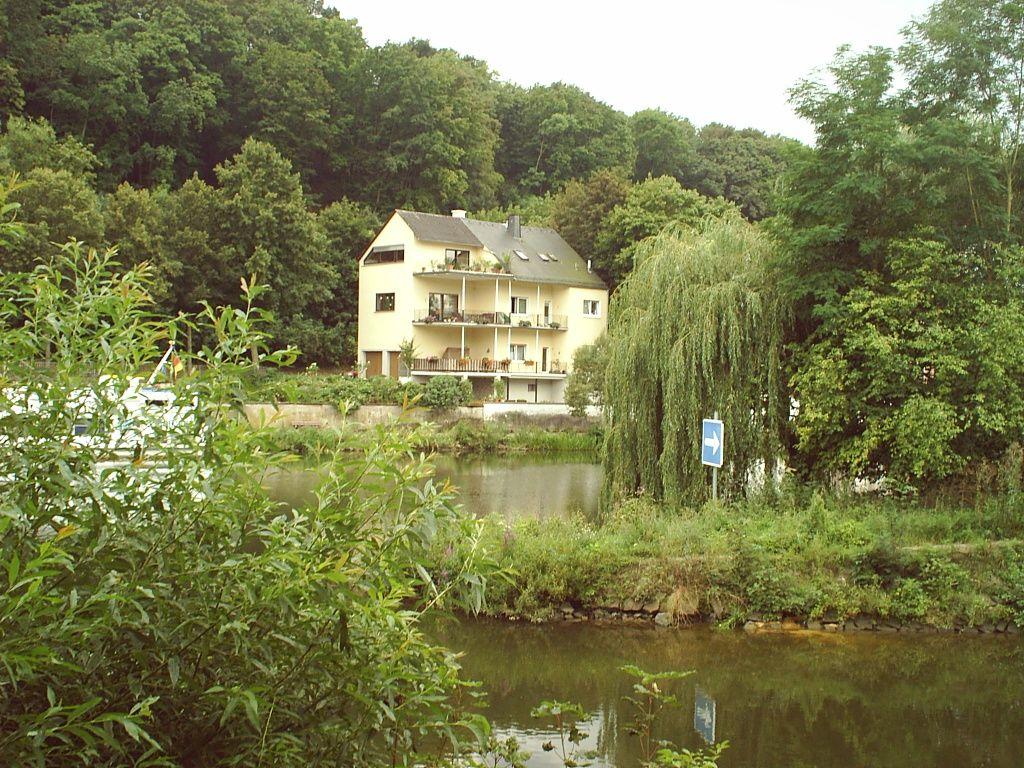
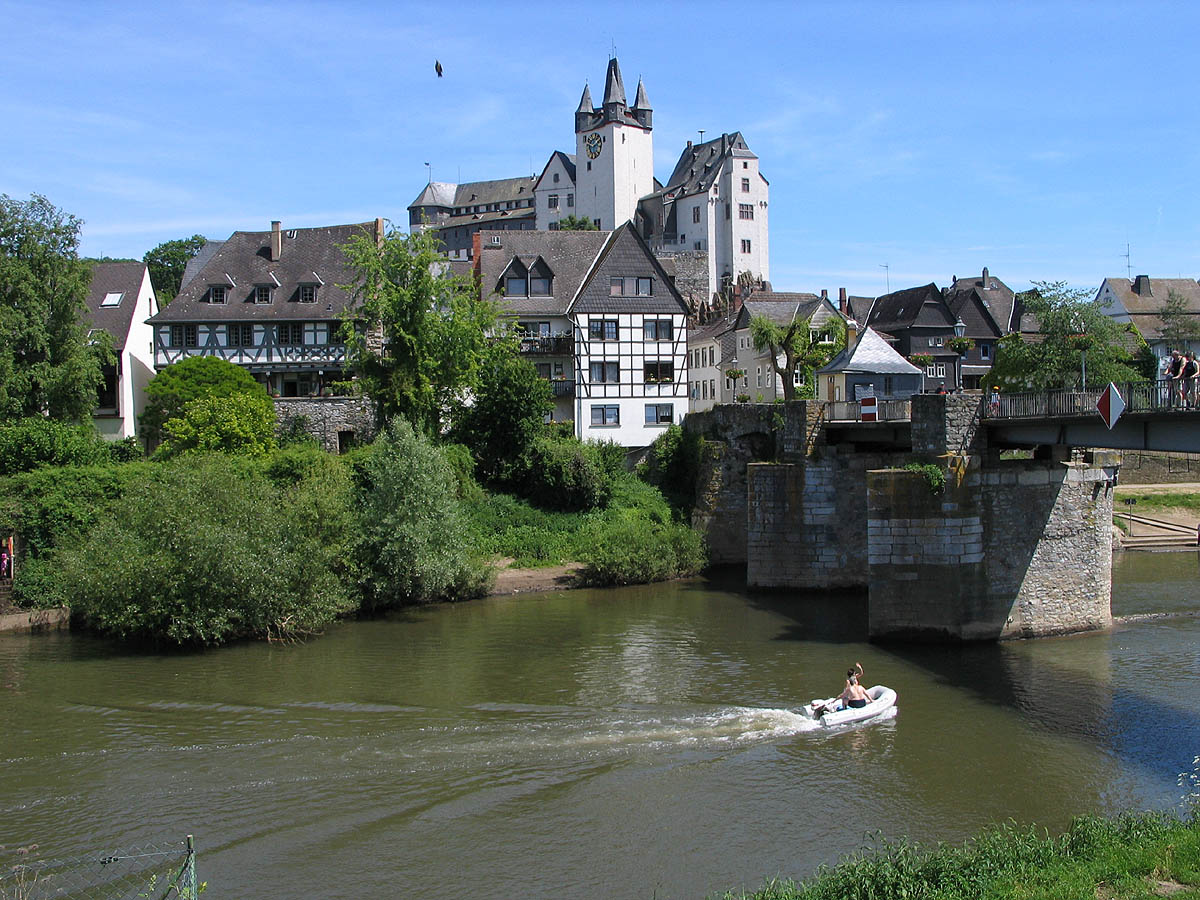
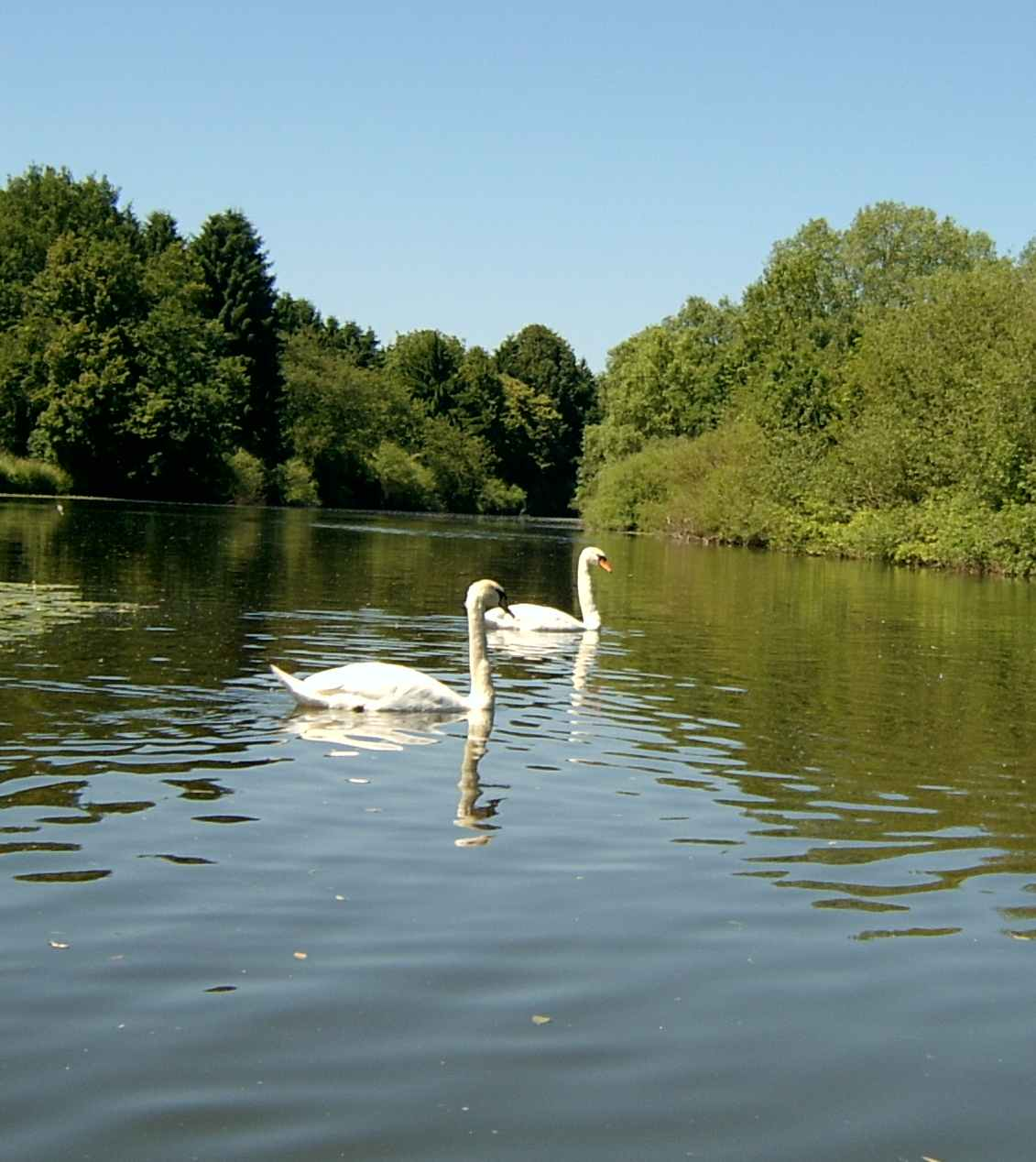